# Landhausstraße
Die Landhausstraße – bis 1859 Innere Pirnaische Gasse – führt vom Neumarkt zum Pirnaischen Platz. Sie ist eine Innenstadtstraße im Zentrum von Dresden und gehört zum Stadtbezirk Innere Altstadt.

## Lage
Die Landhausstraße liegt im Stadtbezirk Altstadt und gehört zur Gemarkung Altstadt I. Sie verbindet den Neumarkt mit dem Pirnaischen Platz und bekam mit dem Wiederaufbau der Frauenkirche und den Bauarbeiten am Neumarkt um 2010 ihre innerstädtische Bedeutung zurück. Querstraßen sind vom Neumarkt her die Friesengasse rechts ab und die Schießgasse links nach Norden. Bei der Bebauung des Neumarkts wurde an der Südseite zur Moritzgasse und bis an die Rückseite der Bebauung der Wilsdruffer Straße das Quartier IV gebildet, gegenüberliegend das Quartier III zur Rampischen Straße hin. Die Gebäude in Verlängerung der Nordseite in den Neumarkt hinein sind zu diesem adressiert.

## Geschichte

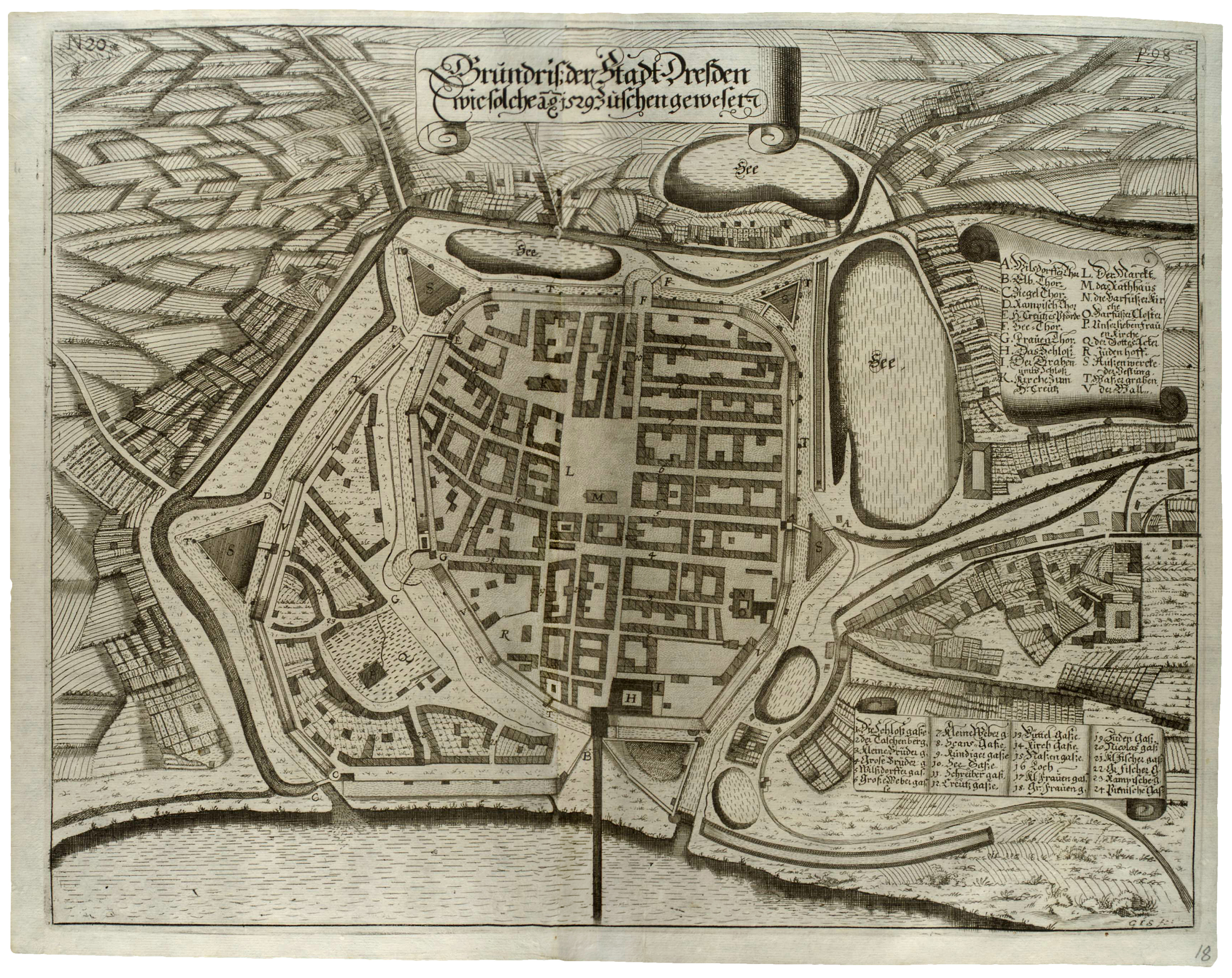
gesüdeter Grundriss der Stadt Dresden 1529 (von Anton Weck – Blick von der Dresdner Elbbrücke zur Stadt)

Die Straßentrasse auf der historischen Führung von Dresden nach Pirna lag bis zur Erweiterung des Stadtgebiets im östlichen Vorortbereich an der Kirche zu Unser lieben Frauen. Diese Führung am frühen Kirchbau bestand wohl bereits im 13. Jahrhundert. Erwähnt wird 1388 die platea Pirnensis, 1391 die Pyrnissche gasse und 1410 die Pirnergasse. Auf der Karte von 1529 liegt die Pirnische Gasse (24) vor dem Frauenthor (G) und trennt sich am Gottesacker (Q) von der Rampschen Gasse (23) nach Südost. 1547 erhielt Moritz die Kurwürde und baute Dresden als Residenzstadt aus. Er erweiterte das Residenzschloss, mit der Verschiebung der Stadtbefestigung wurde der Neumarkt angelegt, 1550 gemeindete er Altendresden ein. Die Wegführung nach Pirna kam innerhalb des Stadtgebiets und 1591 war das Pirnaische Thor der Zielpunkt am Stadtrand. 1760 bei der Beschießung Dresdens im Siebenjährigen Krieg wurde die Bebauung der Pirnaischen Gasse schwer betroffen, worauf (wie in der Umgebung) wieder aufgebaut und neu ausgebaut wurde. Die Bebauung der Pirnaischen Gasse gehörte seither zum barocken Dresden.
Die Pirnaische Gasse zog sich von der Altstadt in die Vorstadt weiter zur Pirnaischen Landstraße. Nachdem das Pirnaische Thor 1820 niedergelegt wurde, war ab 1840 die Unterscheidung als „innere“ Pirnaische Gasse üblich. Im Adress-Handbuch 1841 wird zwischen „Pirnaische Gasse (Vst.)“ mit den Wohnhäusern 1–56 auf den Katasterflächen 1221–1332 und „Pirnaische Gasse (Altst.)“ mit den Häusern 1–24 auf den Katasterflächen 151–165 und 184–200 unterschieden. Neben den fünf- und sechsgeschossigen Wohnhäusern ist Nr. 4 und 5 als Commungebäude, das Haus 6 für die Harmoniegesellschaft aufgeführt, für Haus 9 und 11 ist Justizamt eingetragen, auf Grundstück 16 steht das Landhaus der sächsischen Stände. Zudem ist die Adresse Pirnaischer Platz 1 (Vorstadt) mit einem Wohnhaus aufgenommen. Auf dem Grundriss aus dem Jahre 1855 liegt die Pirnaische Gasse vom Neumarkt zum Pirnaischen Platz, weiterführend als „äußere Pirnaische Gasse“ wird die Neue Gasse gekreuzt zum Pirnaischen Schlag aufgenommen. 1859 wurde die innere (Altstadt-)Straße nach dem 1774–1775 errichteten Landhaus im Namen geändert. Landhausstraße ist der gegenwärtig noch bestehende Name. Der Name außerhalb der Altstadt wurde „Äußere Pirnaische Straße“. Im Adressbuch 1860 (S. 314) ist die Straße erstmals als Landhausstraße „vom Neumarkt bis zum Pirnaischen Platz“ mit den Gebäuden 1–24 aufgenommen. Die Zählung der Grundstücke ist damals in Hufeisennummerierung mit 1–15 (Nordseite) und zurück von 16–24 an der Landhausseite. Das fünfgeschossige Wohnhaus 15 mit einem Barbier, einem Posamentenhandel und dem Gold-und-Silber-Verkaufslokal ist das Eckhaus mit der Schießgasse 1. Gleichfalls wird im Adressbuch 1860 die Pirna’sche Straße in Altstadt – Pirnaische Vorstadt „vom Pirnaischen Platz zum Pirnaischen Schlag“ übernommen.
Von den Zerstörungen der Innenstadt beim Luftangriff am 13. Februar 1945 waren die Bauten der Landhausstraße betroffen. Das Landhaus an der Südwestseite war schwer und das Polizeipräsidium an der Nordostseite Ecke Schießgasse wurde als mittelschwer getroffen eingetragen. Nach Behebung der Schäden wurde das Präsidium wieder genutzt, während das Landhaus geraume Zeit als Ruine stehenblieb. Die anderen Ruinen wurden mit dem Ausbau der Ost-West-Magistrale und deren Bebauung zu Beginn der 1950er Jahre beräumt. Mit der fehlenden historischen Bebauung und den umgebenden innerstädtischen Leerflächen verlor die Landhausstraße ihre Bedeutung. Die Aufmerksamkeit zur Bebauung war vom Neumarkt und der Landhausstraße nach Südwesten verschoben. Mit Planungen der 1950er und 1960er Jahre wurde die auf 61 Meter verbreiterte Zentralachse der Ernst-Thälmann-Straße und der Altmarkt mit Wohn- und Geschäftsbebauung zum Stadtzentrum. Das am Ostende dieser Magistrale zum Pirnaischen Platz hin wiederaufgebaute Landhaus wurde zu Beginn der 1960er Jahre als Stadtmuseum nutzbar gemacht. Die breitere Straße führte zum Verlust des östlichen Gebäudeteils und des Seitenflügels und so der Symmetrie des Landhauses. Das Grundstück zwischen Schießgasse, Landhausstraße und Pirnaischem Platz wurde dabei zur Seitenstraße aus der Landhausstraße in die Wilsdruffer Straße.
Mit dem in den 2000er Jahren erfolgten (Wieder-)Aufbau der Frauenkirche und des Neumarktes wurde die restaurierende Gestaltung der Landhausstraße nach historischen Vorbildern begonnen und zum Pirnaischen Platz hin fortgesetzt.

## Äußere Pirnaische Straße
Zunächst wurde die Pirnaische Gasse verlängert und die Trasse führte durch den Großen Garten mit der Fortsetzung in Striesen, Gruna und Seidnitz. Die Fortsetzung der Trasse als Pirnaische Landstraße erhielt östlich vom Großen Garten den Namen Bodenbacher Straße nach dem Fernziel in Böhmen: Bodenbach hinter Pirna entlang der Elbe. Die Landstraße nahm den Verlauf durch das Gelände des Großen Gartens, der ab 1676 auf Geheiß des Kurfürsten Johann Georg III. angelegt wurde. Seit 1840 wurde der im Vorort zwischen Pirnaischem Platz (bis 1820 Standort des Pirnaischen Thors) und dem Pirnaischen Schlag (Akziseeinnahmestelle) liegende Abschnitt als Äußere Pirnaische Gasse benannt. Um 1855 liegt die Pirnaische Gasse vom Neumarkt an die Kleine und Große Schießgasse und wird im Bereich des Rings der Maximilians-/ Moritzallee zur Johannisgasse/ Amalienstraße vom Pirnaischen Platz fortgesetzt. Danach beginnt die Äußere Pirnaische Gasse und führt (vorbei an Johanniskirche und -kirchhof) über die Lange/Neue Gasse zum Pirnaischen Schlag quer durch die Pirnaische Vorstadt. 1855 wird diese Vorstadt durch die Albrechts Gasse (nach Süden alleeartig angelegt) begrenzt und der weitere Weg (außerhalb der Vorstadt) führt nördlich um den Großen Garten. Nach der Umbenennung der Landhausstraße 1859 verblieb vom Pirnaischen Platz für die weiterführende Äußere Pirnaische Straße der Straßenname ohne den Zusatz „Äußere“.
Mit der Erweiterung der Pirnaischen Vorstadt entstand nördlich der Trasse die Grunaer Straße und südlich von ihr die Johann-Georgen-Allee (→ Lingnerallee) an den Großen Garten (Lennéstraße). Die Pirnaische Straße ist an beiden Seiten bebaut und kreuzt die Katechetenstraße (nur nach Süden laufend), die Zinzendorfstraße/ Neue Gasse, Cirkusstraße (mit dem Residenztheater) bis an die Albrechts Gasse (dem vormaligen Ort des Pirnaischen Schlags, → Blüherstraße), der weitere Lauf ist baumbestanden und unbebaut bis an die Lennéstraße und endet am Westrand des Großen Gartens. Der 1900 geplante östliche Abschnitt wird nach Erstem Weltkrieg, Inflation und Weltwirtschaftskrise nicht umgesetzt, sondern mit Sportanlagen bebaut. Die Fläche wird seither Güntzwiesen, der nördliche Teil jüngst Cockerwiese genannt. Die Pirnaische Straße verläuft nach dem Adressbuch 1940 durch die Pirnaische Vorstadt mit den Wohnhäusern 1–69 (ungerade, linke Seite) und 2–60 (gerade) in der Zählung vom Pirnaischen Platz.
Beim Bombardement am 13. Februar 1945 werden die Gebäude entlang der Pirnaischen Straße – wie der ganzen Pirnaischen Vorstadt – total zerstört. Die Fläche wurde nach der Ruinenberäumung nicht genutzt und blieb Grün- und Brachfläche, der Wohnungsneubau folgte der Nordseite der Grunaer Straße. Um 1970 kamen 15-geschossige Hochhäuser hinzu. Die Pirnaische Straße blieb unbeachtet und sie verschwand vom Stadtplan. Mit dem Beschluss zur Entwicklung der Rechentechnik in der DDR wurde der Abschnitt zum Pirnaischen Platz überbaut. Die Pirnaische Straße ist seit der Wende 1990 Zufahrtsstraße zu den Parkplatzflächen und für die umgenutzten Robotronbauten (Bürohaus Pirnaisches Tor, Bürohaus Lingnerallee). Mit dem Bau des Dorint-Hotels und dem Gewerbekomplex im Karree Pirnaische / Blüher- / Grunaer Straße nach der Wende wurde die Pirnaische Straße teilweise wieder angelegt. Der Südteil wird von der Sächsischen Aufbaubank (Pillnitzer Straße 9/9a) genutzt.
Seit 1938 wurden die jüdischen Bürger Dresdens massiv und zunehmend in ihren Freiheiten beschränkt und isoliert. Im III. Stock der Pirnaischen Straße 32 wurde ein Judenhaus eingerichtet. In der Pirnaischen Straße 18 lebte der Puppenspieler und Zookasper Egon Gäble im II. Stock.

## Häuserbestand 1943
Das Adressbuch 1943/1944 als letztes vor der Zerstörung 1945 gibt folgende Grundstückvorgaben mit Bebauung an.
- Linke Seite:
  - Neumarkt bis Schießgasse:
    - (1) fünfgeschossiges Wohnhaus, 16 Wohnungseinheiten, Eg: Bäcker
    - (3) fünfgeschossiges Wohnhaus, 12 Wohnungseinheiten
    - (5) fünfgeschossiges Wohnhaus mit Hintergebäude im Eigentum der Landeshauptstadt Dresden, I. Stock Jugendamt und Fürsorgeamt, 17 Wohnungseinheiten, Eg: Gebr. Hirsch Nachfolger
    - (7) Stadthaus im Eigentum der Landeshauptstadt Dresden, Eg: 1. Stadtbezirk, I.–III. Stock: Stadtwohlfahrtsamt (Kreisstelle Mitte), IV.Stock zwei Wohnungen (Stadtinspektor, Verw.-Assist.)
    - (9) Stadthaus im Eigentum der Landeshauptstadt Dresden, I.–III. Stock: Stadtwohlfahrtsamt (Kreisstelle Mitte), Seitengebäude EG: Unterkunftsstelle des Straßenreinigungs-Amtes, IV.Stock und Gartengebäude I.Stock: zwei Wohnungen
    - (11) I. Stock und Eigentümer Gesellschaft „Harmonie“, Eg: zwei Geschäftsräume, zwei Wohnungen, I., III., IV. Stock: sieben Wohnungen / Seitengebäude rechts: Klempner-Werkstatt im Eg., I. Stock: Gesellschaft „Harmonie“, III. Stock: zwei Wohnungen / Seitengebäude links: Eg: Eisenwarenhandlung, I. Stock: Gesellschaft „Harmonie“, II. und III.: vier Wohnungen / Hintergebäude: zwei Geschäftsräume, ein Unterrichtsraum
    - (13) fünfgeschossig, I. Stock: Vereinssaal des Dresdner Männergesangsvereins und der Vereinigung Schlaraffia sowie eine Wohnung, II.–IV.: sechs Wohnungen / Hintergebäude III. und IV. vier Wohnungen / Hinterhof: Fabrik
    - (15) sechsgeschossiges Wohnhaus, 13 Wohnungen, Eg: Drogenhandlung
    - (17) Eigentümer: Der Staat, zum Polizeipräsidium Schießgasse 7
    - (19)–(25): ausgefallen (abgetragen)

  - Schießgasse bis Pirnaischer Platz
    - (27): Eigentümer ist Kurt Herzog in London, fünfgeschossig, Eg: sieben Geschäftsräume (Lebensmittel, Ofengeschäft, Großwäscherei, Kaufmann, Speisehalle, Friseur, Goldschmied, Kürschner), I.–IV.: 16 Wohnungen, darin zwei Rechtsanwaltskanzleien
- Rechte Seite
  - Neumarkt bis Friesengasse
    - (2): sechsgeschossiges Wohnhaus, I. Stock: Wohnung mit Frackverleih, II.–V.: sechs Wohnungen
    - (4): sechsgeschossiges Wohnhaus, Eg: Schlossermeister, I.–V. Stock: 15 Wohnungen
    - (6): fünfgeschossiges Haus im Eigentum der Actienbrauerei zum Löwenbräu (München), Eg: Geschäftsraum, I. Stock: Preuß. Landwehr-Offiz.-Casino, Nationaler Club von Sachsen, II. Stock: Geschäftsraum, III. und IV.Stock: vier Wohnungen
    - (8): sechsgeschossiges Wohn- und Geschäftshaus, Eg. und I. Stock: zwei Geschäftsräume, eine Werkstatt, II.–V.: 19 Wohnungen
    - (10): sechsgeschossiges Wohnhaus, Eg. und I. Stock: Herrenbekleidungsgeschäft und Maßschneiderei (Geschäftsräume), II.–V. Stock: vier Wohnungen
    - (12): Gebäude des Regierungspräsidenten Dresden-Bautzen und des Landrates Dresden im Eigentum des Landes Sachsen (Landhaus)
      - Haupteingang: König-Johann-Straße 23
      - Eingang Friesengasse 6: Eg: Landesplanungsgemeinschaft Sachsen (Bezirksstelle Dresden), Eg–IV: Der Regierungspräsident, IV. Stock Wohnung des Hausverwalters
      - Eingang Friesengasse 4: IV Stock: zwei Wohnungen
      - Eingang Schießgasse 6: Eg.: zwei Geschäftsräume (Friseur, Kaufmann), Eg.–IV. Der Landrat, I.Stock: Versicherungsamt Angestellten-Versicherung, III.Stock: Der Landesjägermeister, IV.Stock: Wohnung

    - (14) und (16): fallen aus

  - Schießgasse bis Pirnaischer Platz
    - (18): fünfgeschossiges Wohnhaus im Eigentum der Baugesellschaft für die Residenzstadt Dresden, Eg. und I. Stock: Geschäftsraum Albert Rehfeld, II.–IV. Stock: vier Wohnungen

## Bebauung

Grundstücke der Landhausstraße am Neumarkt
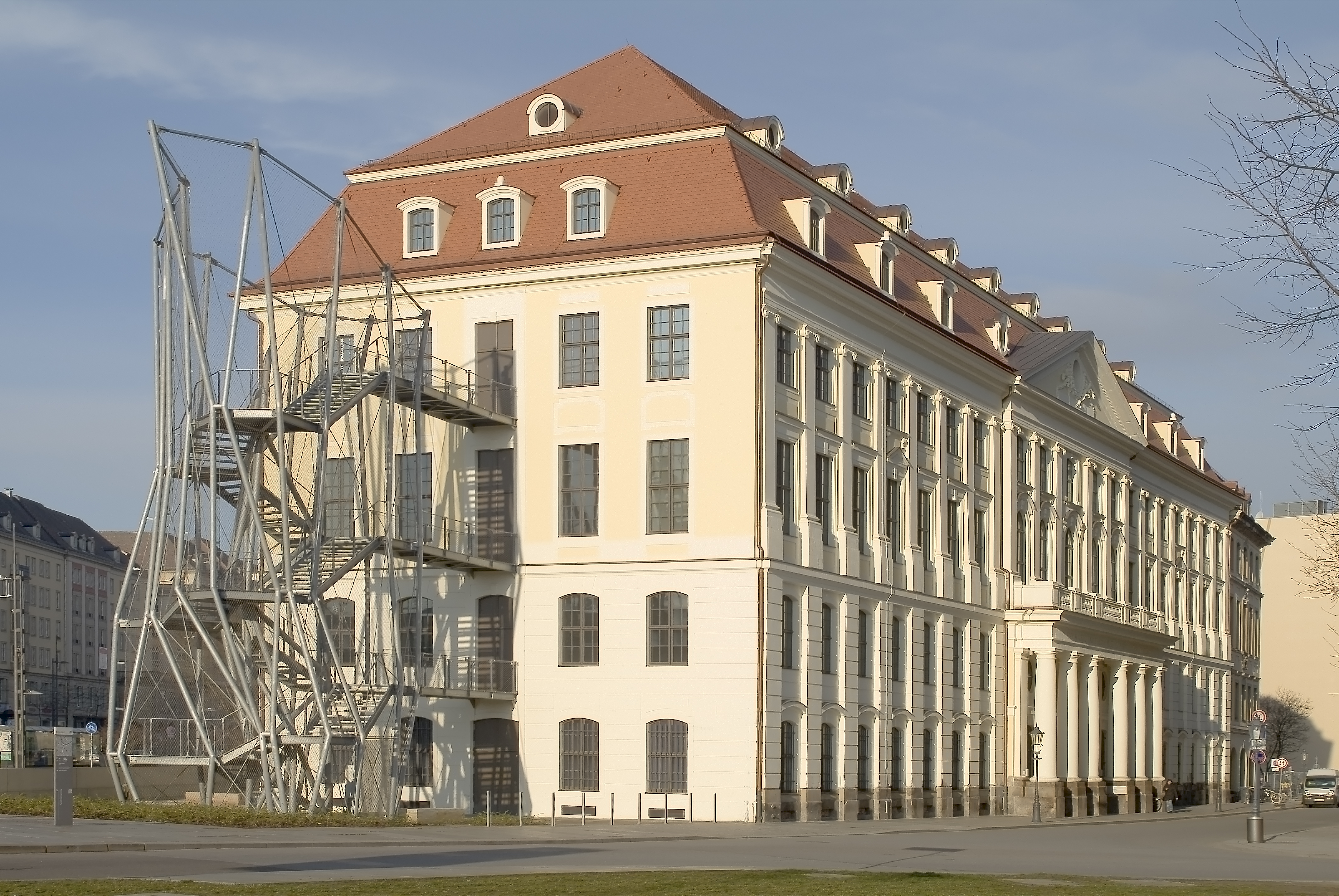
Landhaus vom Pirnaischen Platz, rechts Landhausstraße
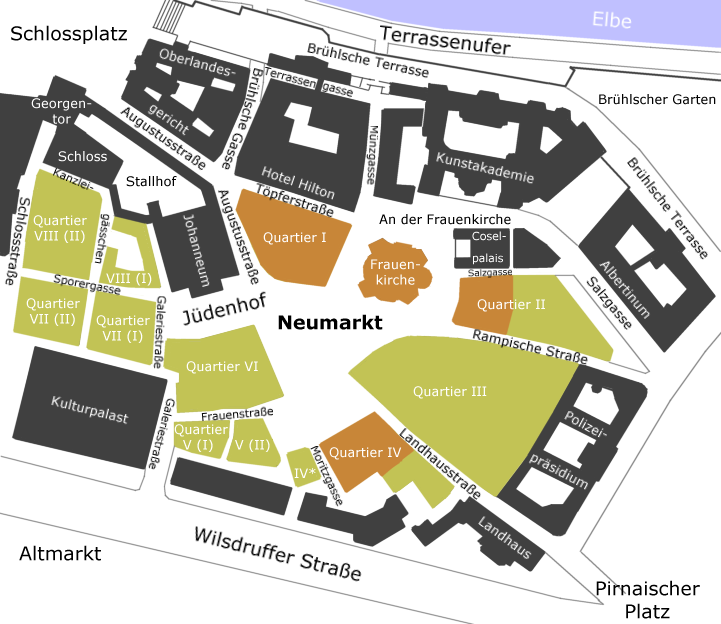
Straßen und Quartiere des Neumarkts (Neubebauung)
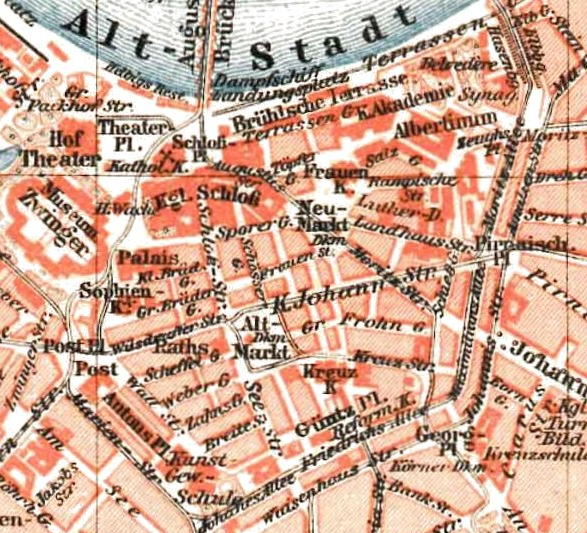
Neumarkt und Altmarkt um 1895
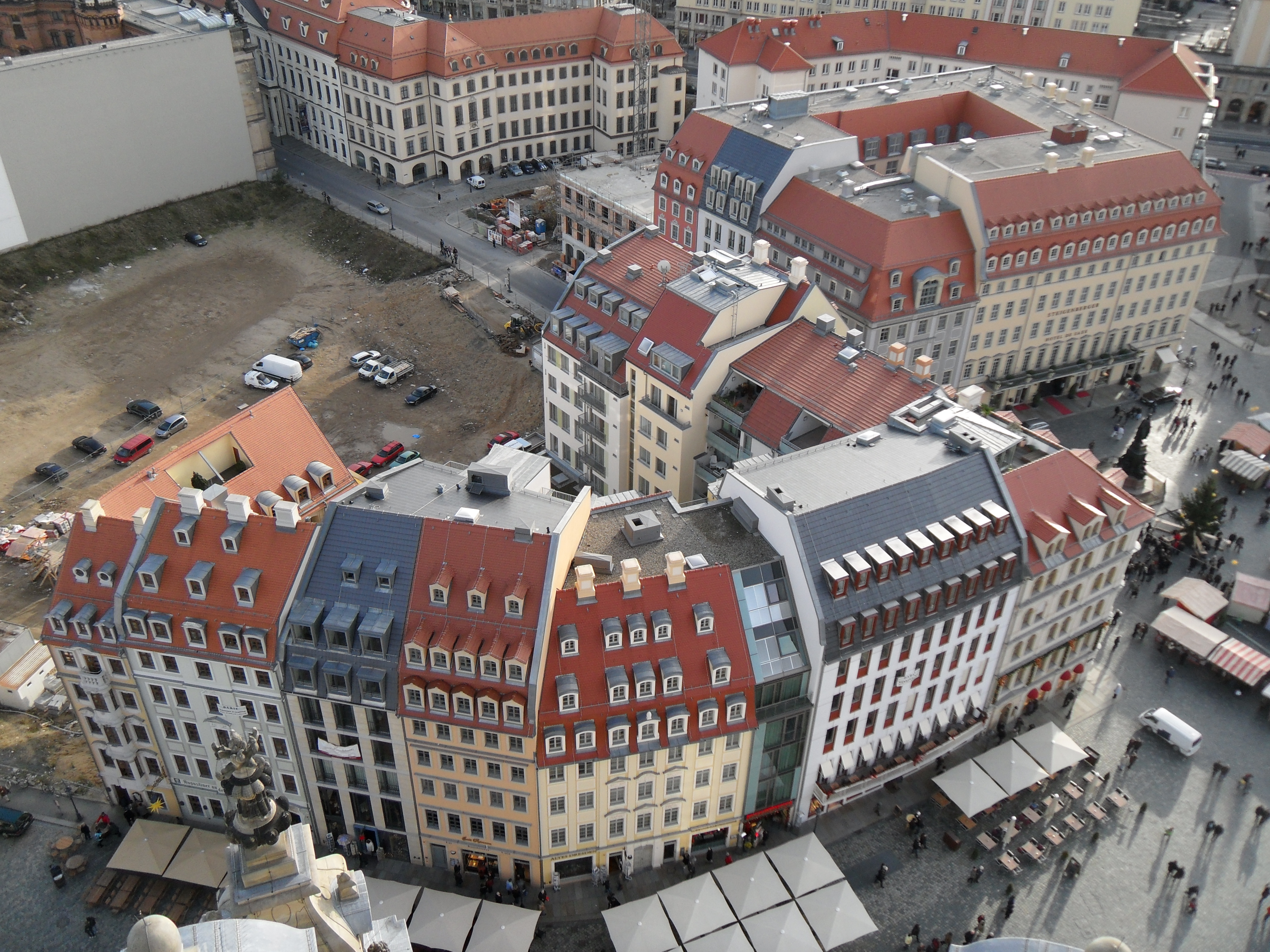
Blick von der Frauenkirche
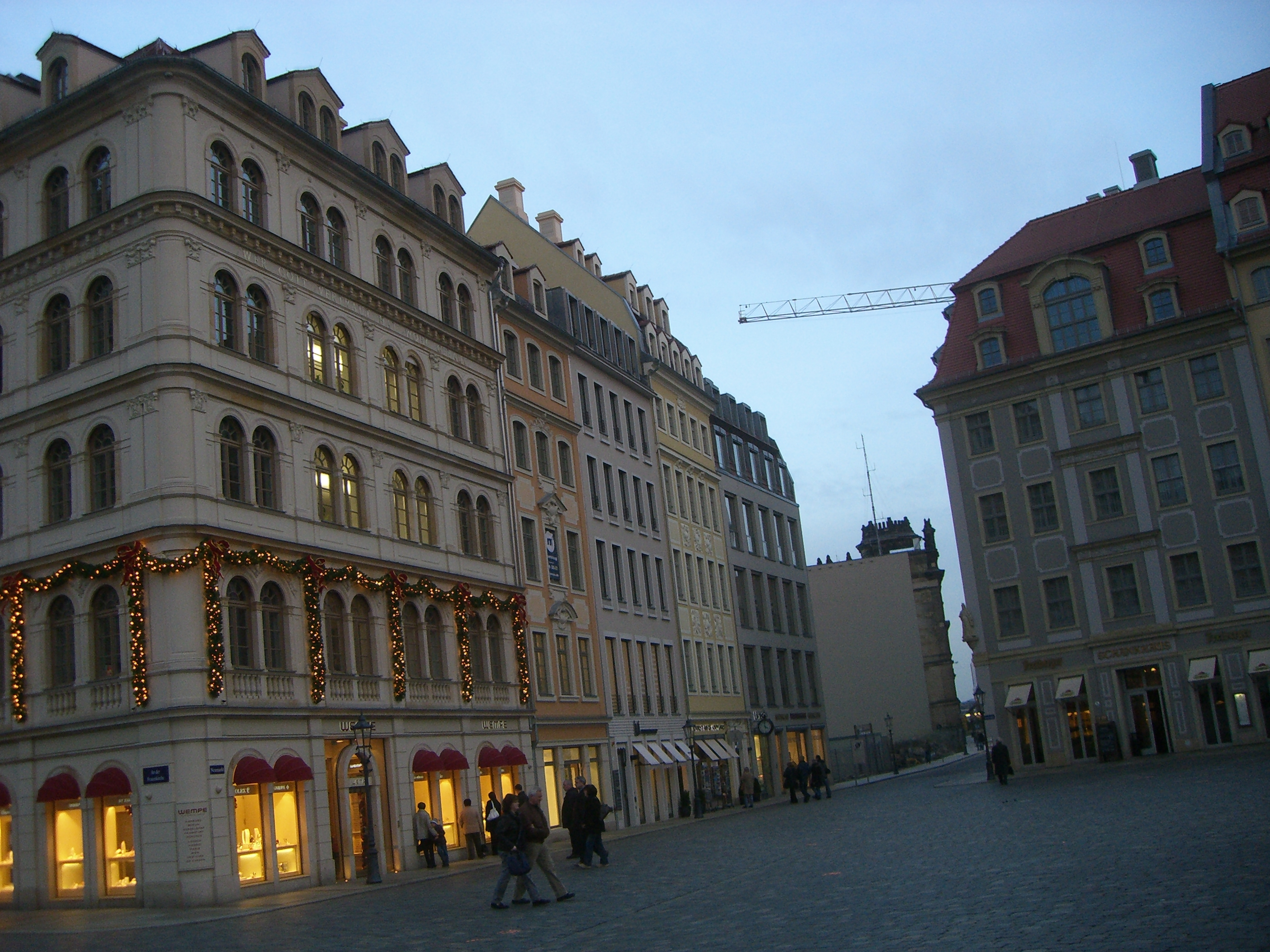
Neumarkt zum Eingang der Landhausstraße

- Reußisches Haus: Das Reußische Haus stand auf dem Grundstück Landhausstraße 6. Bis nach 1900 befand sich darin das Restaurant „Britischer Hof“. Nach Eigentümerwechsel[30] zunächst an einen Biergroßhändler befand sich hier[31] die Gaststätte „Löwenbräu“.[32]

- Gesellschaft Harmonie (Landhausstraße 11): Die Gesellschaft Harmonie wurde am 20. Februar 1786 als Klub des Bildungsbürgertums gegründet[33] und nahm 1800 den Namen Harmonie an. Ursprünglich war der Verein für nicht mehr als 100 Mitglieder gedacht, die Mitgliederzahl wuchs später stark an. 1862 gehörten der Gesellschaft 275 Beamte, Künstler und Wissenschaftler an. Mittellose Studenten waren als außerordentliche Mitglieder ebenso willkommen wie ausländische Gäste. Jeweils zwei Studenten gewährte man Freitische. Neben Vergnügungsveranstaltungen wurden auch kulturelle Ereignisse und Wissenschaftsabende organisiert.[34] Die Gesellschaft hatte zunächst Räume in der Plauenschen Gasse gemietet. 1830 erwarb die Gesellschaft das Palais Hoym in der Landhausstraße. Nahe der Dreikönigskirche besaßen sie später ein Kasino.
- Württembergisches Palais (Landhausstraße 15): Ursula Katharina Gräfin Lubomirska (25. November 1680 – Mai 1743 Leitmeritz) war eine Mätresse Augusts des Starken. Sie war verheiratet mit dem Kronoberkämmerer Lubomirski. 1704 brachte sie Augusts Sohn Johann Georg (Chevalier de Saxe) zur Welt und wurde kurz darauf zur Fürstin von Teschen erhoben. Ihre Wohnung befand sich von 1704 bis 1705 in der späteren Landhausstraße 15. Im Jahr 1722 heiratete sie den Herzog von Württemberg, danach wohnte sie im Württembergischen Palais an der Inneren Pirnaischen Gasse, ihr Sommersitz lag an der Friedrichstraße. 1756 verkaufte sie den Sommersitz an den Minister Heinrich von Brühl.[35]

### Südseite

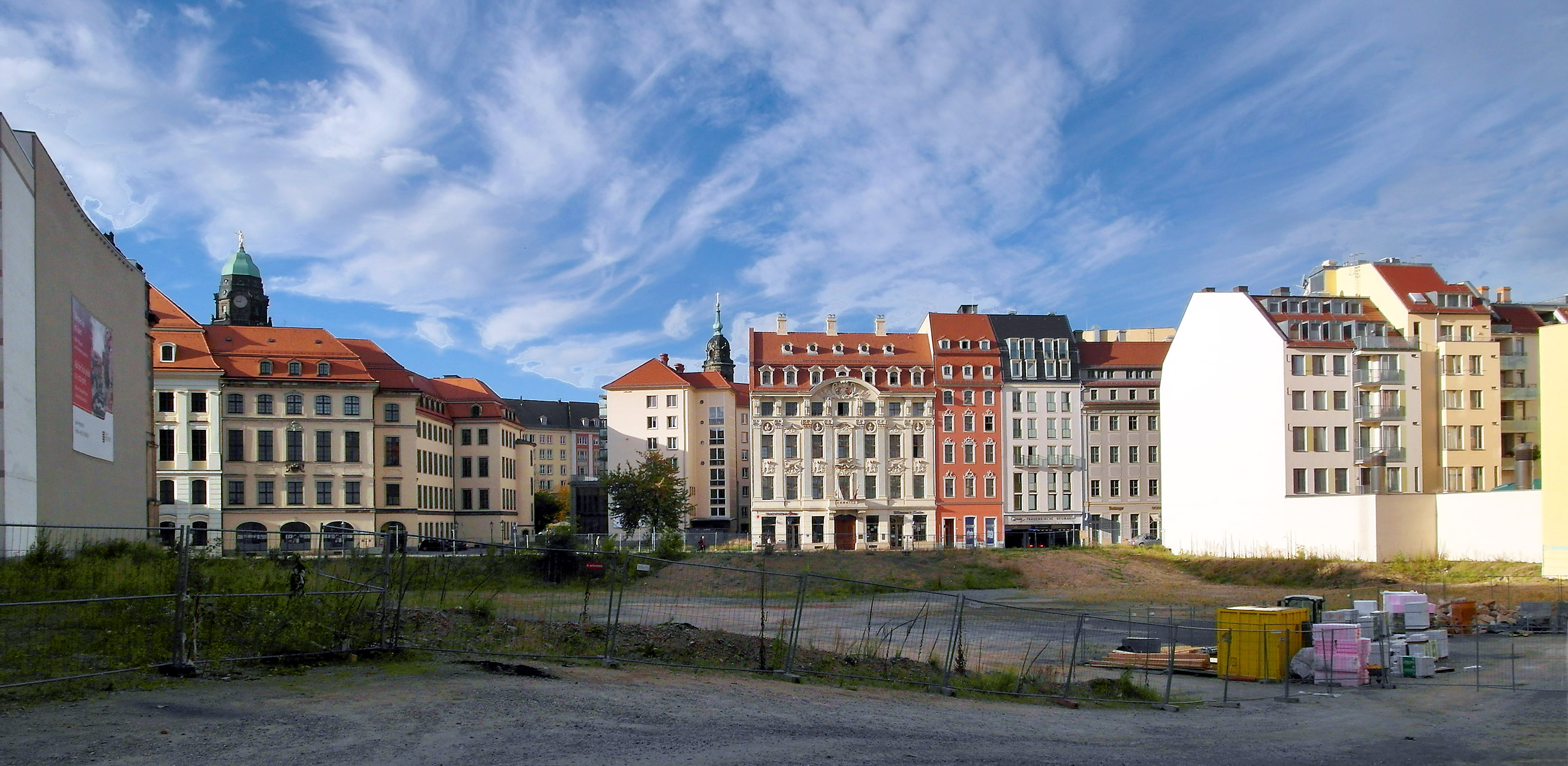
Dresden, Landhausstraße. Mittig Palais Beichlingen (British Hotel)

Bei der Neugestaltung des Neumarktes zu Beginn des 21. Jahrhunderts wurde zwischen Landhausstraße und Moritzgasse / Rückseite der Wilsdruffer Straße das Quartier IV gebildet und mit neuen an die Historie angepassten Gebäuden bebaut.

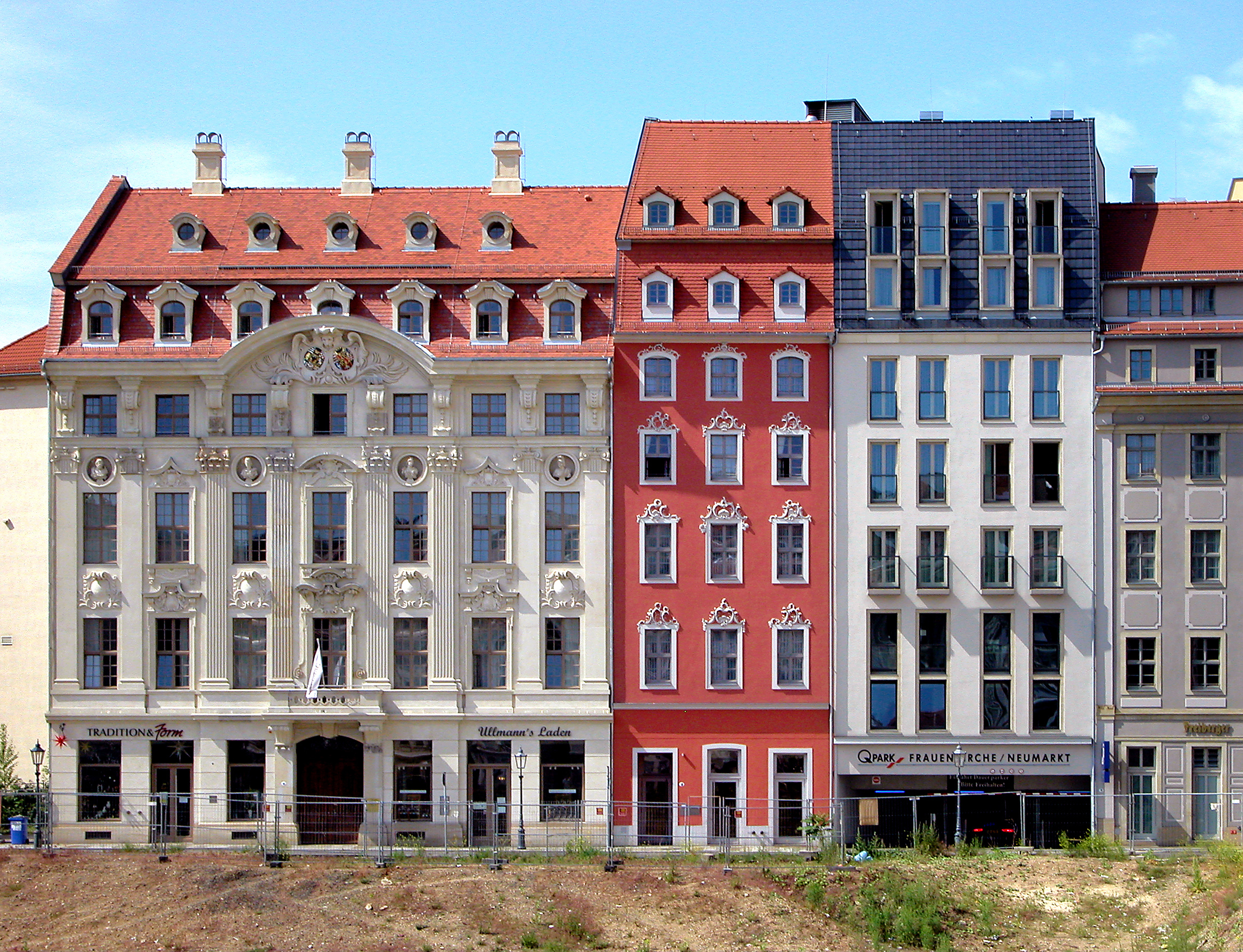
Dresden, Landhausstraße 6 (Palais Beichlingen, British Hotel), rechts davon Nr. 4 und 2.

- Dresden, Landhausstraße 6 (Palais Beichlingen, British Hotel), rechts davon Nr. 4 und 2. Landhausstraße 2: Neben dem Einkaufszentrum Neumarkt 1 liegt das „Parkhaus Frauenkirche/Neumarkt“[36] mit 412 Parkplätzen.[Anm. 3] Am 23. Oktober 2004 erfolgte die Grundsteinlegung für das Quartier an der Frauenkirche, dem ersten Quartier der Wiederbebauung des Neumarktes Dresden.[37] Angeboten werden Produkte von Herstellern internationaler Luxusmarken.
- Haus Landhausstraße 4: Am 24. März 1763 wurde das im Siebenjährigen Krieg abgebrannte Haus von dem Weinhändler Gottlob Julius Grumpelt gekauft und ein Rokokohaus erbaut. Das im Zweiten Weltkrieg zerstörte Haus wurde bei der Neubebauung originalgetreu rekonstruiert.[38]

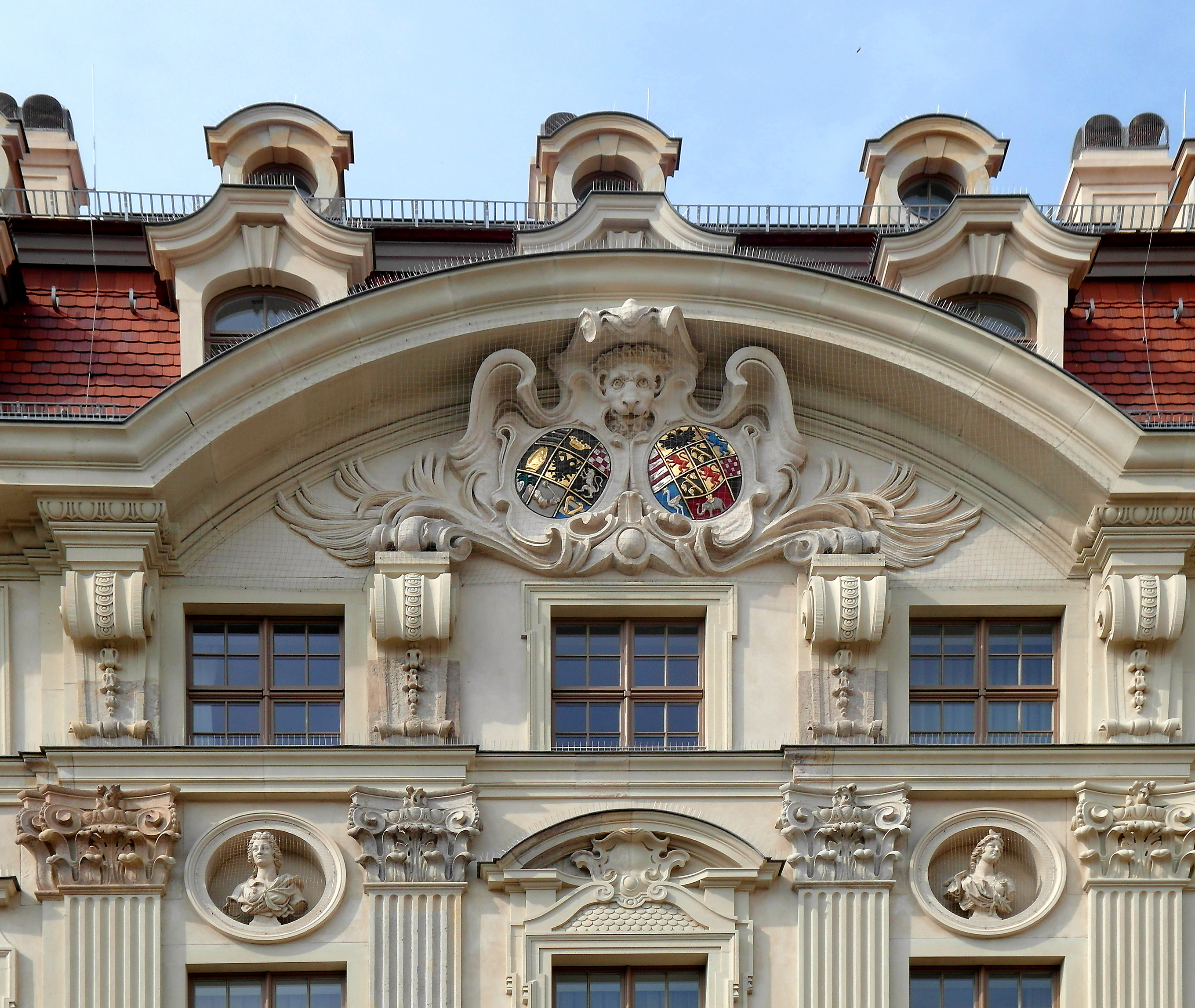
Palais Beichlingen (British Hotel), Wappenkartusche

- Palais Beichlingen (British Hotel), WappenkartuscheLandhausstraße 6 (in der Tiefe bis Moritzstraße): British Hôtel im Quartier IV/2 (Ferienwohnungen). Der Wiederaufbau erfolgte 2008–2010 für den Investor Schweizer Aktiengesellschaft Hapimag. Das ehemalige Beichlingsche Palais gehört zum Quartier IV/2 und schließt an das Baywobau-Quartier Hotel de Saxe an. Für den Wiederaufbau dieses Gebäudes wurden nach 1945 viele Einzelteile aus den Ruinen für eine spätere Rekonstruktion geborgen. Das siebenachsige Beichlingsche Palais wurde für den Oberfalkenmeister und Kammerherren Graf Wolfgang Dietrich von Beichlingen bis 1715 gebaut. Zusammen mit dem Palais de Saxe wurde der Bau durch George Haase und George Bähr errichtet und nach der Zerstörung 1760 bei der Beschießung Dresdens im Siebjährigen Krieg ohne wesentliche Veränderungen wieder aufgebaut.[39] Das Grundstück des Palais de Saxe liegt in der Tiefe an der Moritzgasse. Es grenzt an die Wohnhäuser des „Szegedhauses“[40] (nach dem ungarischen Nationalitäten-Restaurant „Szeged“ an der Wilsdruffer Straße 4) und durch diese Lage ist der Aufbau im Perspektivzeitraum ausgeschlossen, so befindet sich hier eine Grünanlage.

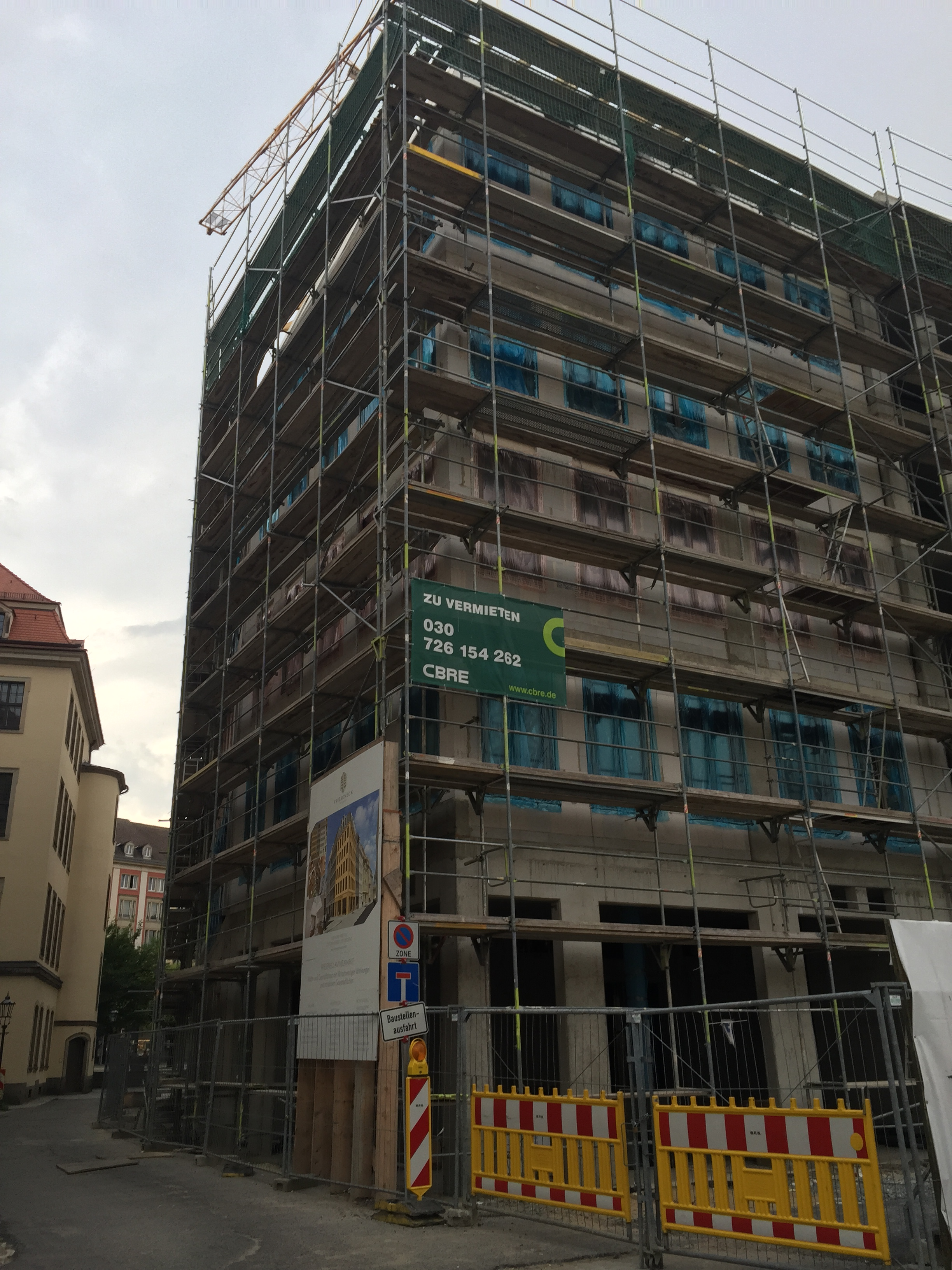
Neubau Ecke Landhausstraße Friesengasse, links im Bild Landhaus

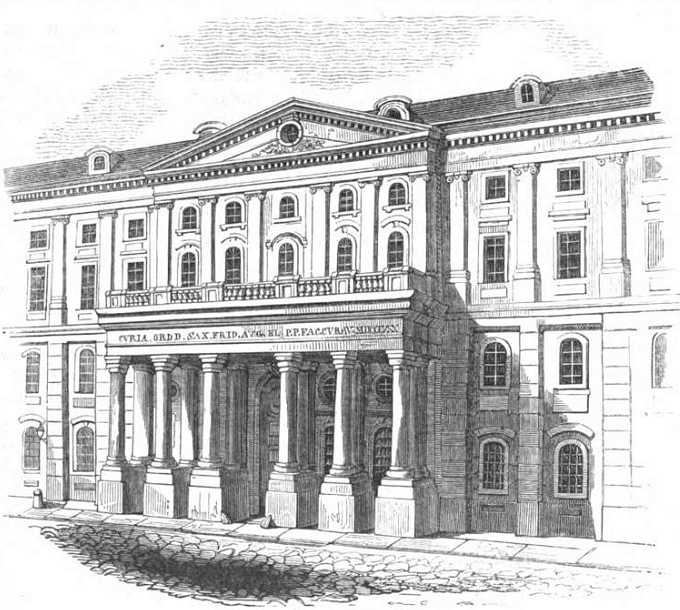
Ständehaus von der Pirnaischen Gasse (Landhaus im Jahre 1843)

- Quartier IV/3 (Frieseneck) Landhausstraße/Friesengasse:[41] Für dieses vorletzte freie Grundstück am Neumarkt wurde eine Gestaltungssatzung G-12 gefasst.[42] Vorgegen wurde „[…] eine kleinteilige Mischnutzung aus Handel und Gastronomie, Büros und Wohnungen an. Auf dem Grundstück Landhausstraße 8 ist ein Gebäude mit der historischen Fassade der ehemaligen hier vorhandenen Bebauung zu planen. […] Der neue Eckbau Landhausstraße 10 wird zwar keine Rekonstruktion sein, nach dem Bebauungsplan wird aber die Wiederherstellung der Kubatur gefordert.“[43]
  - Landhausstraße 8: Das »Frieseneck«[44] bietet komfortablen Wohnraum auf sechs Etagen mit hochwertiger Ausstattung.
  - Landhausstraße 10: Die Grundstücke Landhausstraße 8 und 10 und Friesengasse 5 und 7 liegen unmittelbar zwischen dem barocken Landhaus und dem British Hotel, einem der bedeutendsten Palaisbauten der Stadt.
  - Landhausstraße 12: Das Eckhaus Landhausstraße 12 war nach dem städtebaulich-gestalterischen Konzept für den Neumarkt von 1996/2001 nicht zum Aufbau vorgesehen.[43]

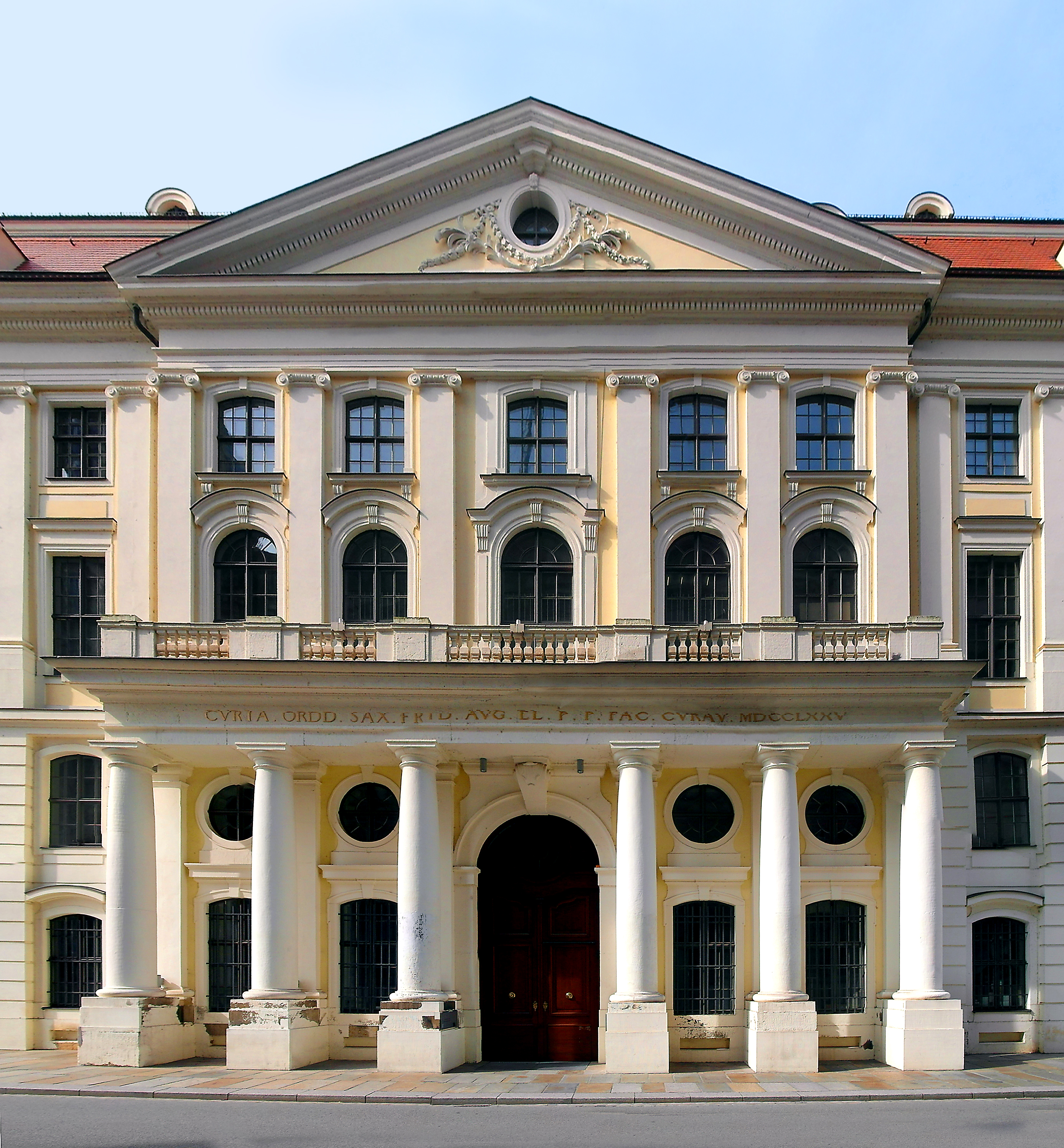
Altes Landhaus, Portal zur Landhausstraße

- Altes Landhaus, Portal zur LandhausstraßeLandhaus (Landhausstraße 14/16): Das ehemalige sächsische Parlamentsgebäude (Sitz der Landstände) wurde von 1770 bis 1775 als Land- und Steuerhaus nach Entwürfen des Hofbaumeisters Friedrich August Krubsacius im späten Dresdner Barockstil an der Stelle des 1760 bei der Bombardierung im Siebenjährigen Krieg stark zerstörten Palais Flemming-Sulkowski erbaut. Adressiert ist das Landhaus mit Wilsdruffer Straße 2, ein weiterer Eingang befindet sich auf der Landhausstraße (unnummeriert). Es beherbergt das Stadtmuseum, die Städtische Galerie und die Verwaltung der Museen der Stadt Dresden. Die am Ostende der Ost-West-Magistrale zum Pirnaischen Platz hin sichtbare Prachtseite des Landhauses wurde zu Beginn der 1960er Jahre als Stadtmuseum[45] wieder nutzbar gemacht. Ein östlicher Seitenflügel ging durch die verbreiterte Wilsdruffer Straße verloren, das westliche Gegenstück an der Friesengasse blieb dagegen erhalten und wird vom Landesverein Sächsischer Heimatschutz genutzt. 2005 und 2006 wurde das Gebäude renoviert und den Bauvorschriften entsprechend eine stählerne Fluchttreppe an der zum Pirnaischen Platz zeigenden Giebelseite des Landhauses angebaut. Der Dresdner Volksmund erfand die Bezeichnung „Reuse“.[46]

### Nordseite
Mit der Neubebauung des Neumarktes wurde zwischen Landhausstraße und Rampischer Straße das Quartier III gebildet und mit am historischen Vorbild angepassten Gebäuden bebaut.

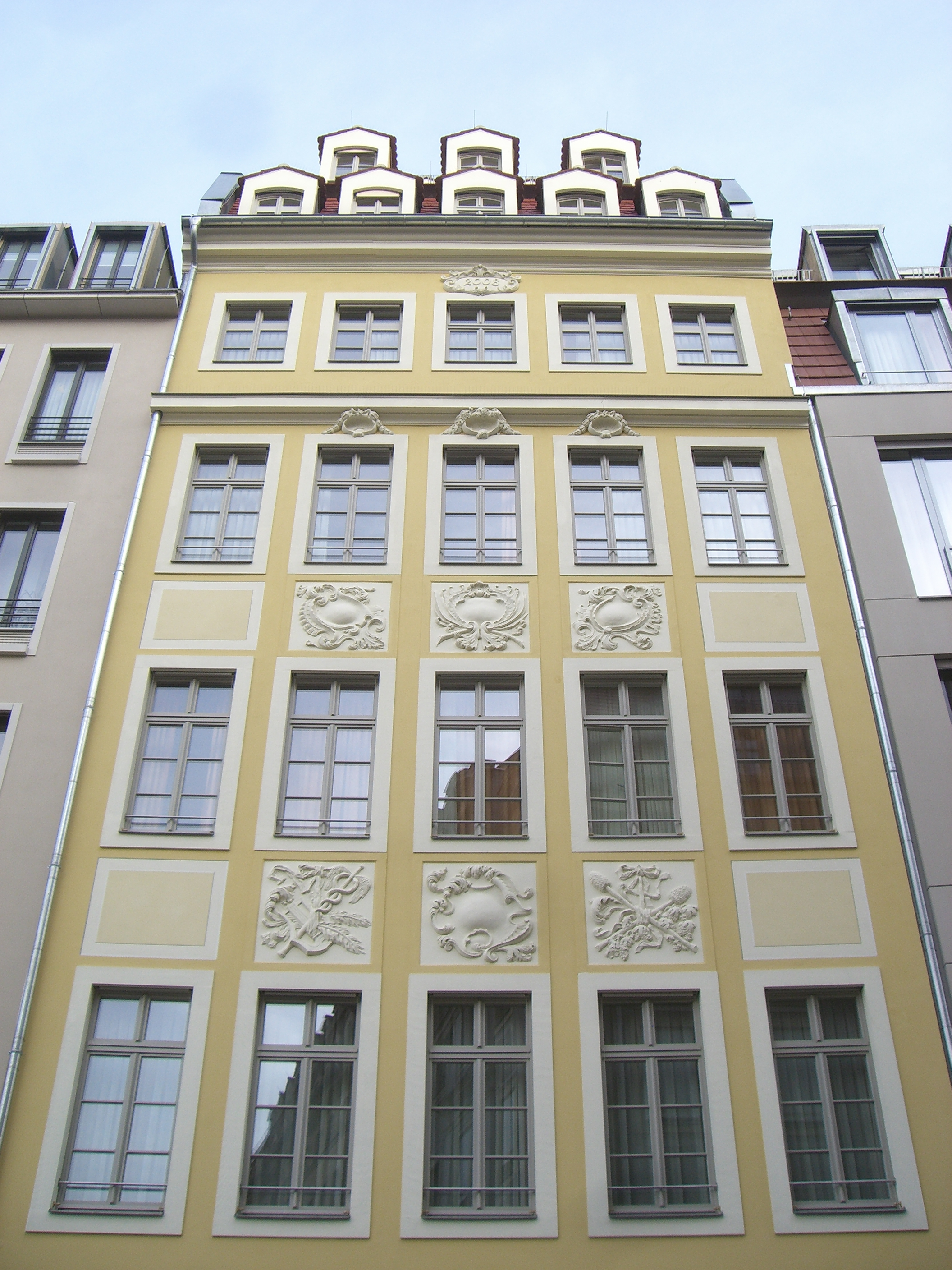
Das Gebäude Nummer 1 schließt sich an den Neumarkt 7 an.

- Landhausstraße 1: Der östliche Teil des Hauses Neumarkt 7/Landhausstraße 1 wurde als Neubau mit partieller Fassadenrekonstruktion von 2007/2008 am Standort der 1945 kriegszerstörten Häuser Neumarkt 7, Trier-Saulsches Haus und Landhausstraße 1.
- Landhausstraße 11: Palais Hoym (Palais Riesch, später das Harmoniegebäude) war ein frühklassizistisches Palais in Dresden. Es stand an der Inneren Pirnaischen Gasse 6, der späteren Landhausstraße 11.
- Landhausstraße 13: Ehemals das Wohnhaus des Architekten Johann Georg Starcke, das dieser um 1686 umbaute. Das Haus brannte 1760 infolge von Artilleriebeschuss ab.
- Landhausstraße 15: Auf diesem Grundstück wurde das Soli-Deo-Gloria-Haus, ein barockes Wohnhaus nach 1767 erbaut. Der Vorgängerbau aus der Mitte der 1750er Jahre war im Siebenjährigen Krieg zerstört worden. Beim Luftangriff am 13. Februar wurde es total zerstört.[2]
- Haus Landhausstraße 25: Das barocke Wohngebäude stand an der Ecke Kleine Schießgasse und wurde 1895 für den Bau des Polizeigebäudes abgerissen.